# 2015년 세계 아마추어 복싱 선수권 대회
제18회 세계 아마추어 복싱 선수권 대회는 2015년 10월 5일부터 10월 10일까지 카타르 도하에서 개최되었다.
틀:세계 아마추어 복싱 선수권 대회